# Bicryptella vera
Bicryptella vera là một loài tò vò trong họ Ichneumonidae.